# Йон Даламетра
Йоан или Йон Даламетра (на румънски: Ioan, Ion Dalametra; на арумънски: Oani Dalametra) е арумънски просветен деец, активист на румънската пропаганда сред арумъните и мъгленорумъните.

## Биография
Даламетра е роден в 1868 година в арумънско семейство в град Бер, тогава в Османската империя, днес в Гърция. Завършва Битолския румънски лицей в 1889 година. Завършва филология в Букурещкия университет. От 1895 до 1899 година работи като учител в Битолския лицей, като преподава латински и логика. По-късно преподава в румънското училище в Бер. В 1906 година издава в Букурещ „Македонорумънски речник“, важен принос към арумънската лингвистика.
Умира в 1924 година.